# (1728) Goethe Link
(1728) Goethe Link est un astéroïde de la ceinture principale, découvert le 12 octobre 1964 à l'observatoire Goethe Link près de Brooklyn, dans l'Indiana. Il a une magnitude absolue de 11,1 et a été nommé d'après l'observatoire Goethe Link.